# 사키자야족

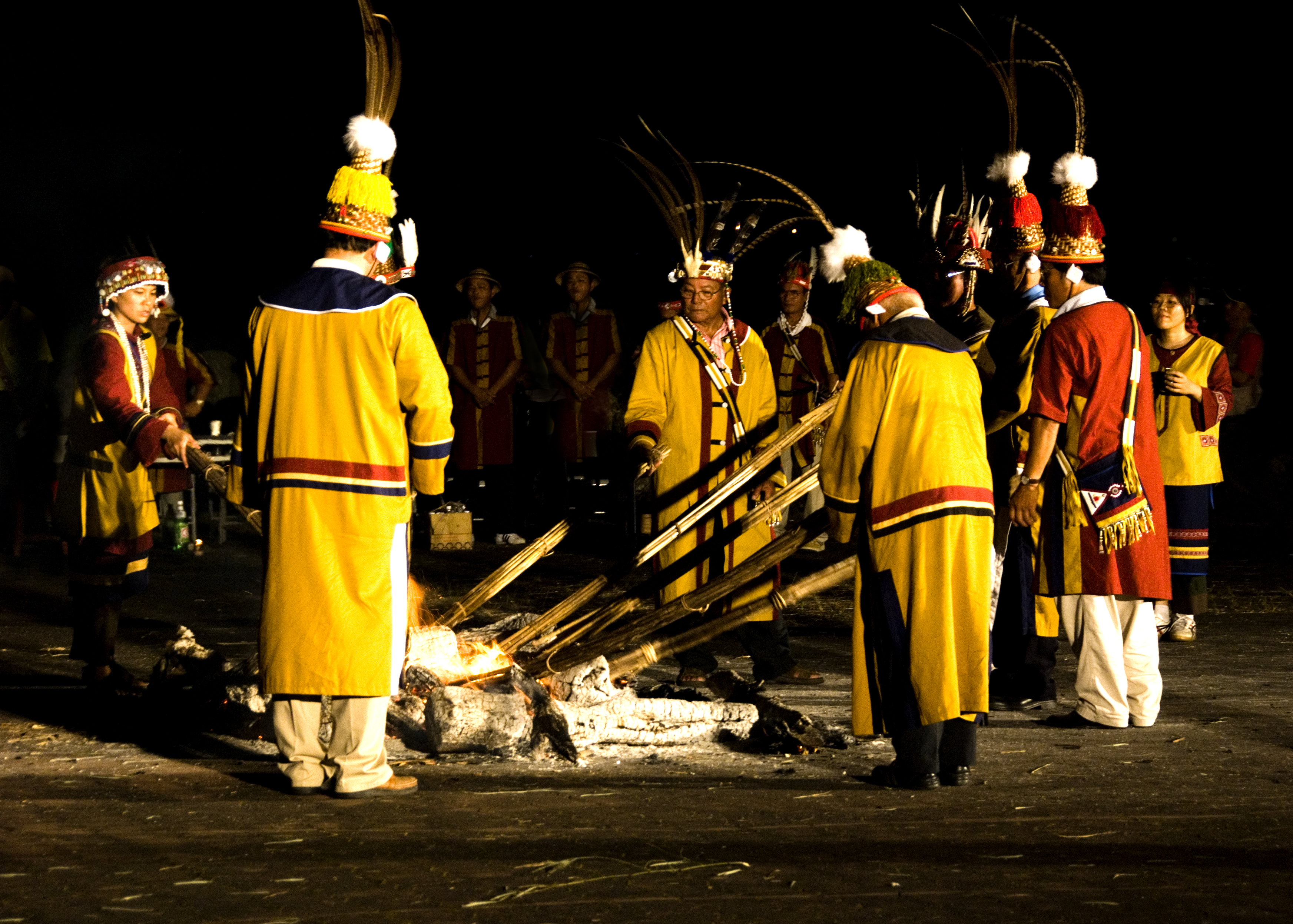

사키자야족(Sakizaya, 중국어: 撒奇萊雅族 싸치라이야족[*]은 대만 원주민족의 하나로, 인구는 2020년 기준 약 1천 명이다. 화롄현에 집중적으로 거주한다. 전통적으로 조상 숭배를 행하였으나 오늘날에는 대부분 기독교로 개종하였다. 모계 사회로서 여성이 권위를 가졌다. 본래 아미족의 일파로 여겨졌으나 2007년 1월 17일 대만 정부가 별개 민족 집단으로 공인하였다. 이는 19세기 말 청나라의 침략에 맞서 크바란족 동맹과 함께 파괴적인 싸움을 벌인 이후 정체를 숨겼기 때문이다.

## 같이 보기
- 사키자야어